# NGC 534
NGC 534 é uma galáxia lenticular (SB0) localizada na direcção da constelação de Sculptor. Possui uma declinação de -38° 07' 44" e uma ascensão recta de 1 horas, 24 minutos e 44,5 segundos.
A galáxia NGC 534 foi descoberta em 23 de Outubro de 1835 por John Herschel.